# Fondue au chocolat
Pour les articles homonymes, voir Fondue.

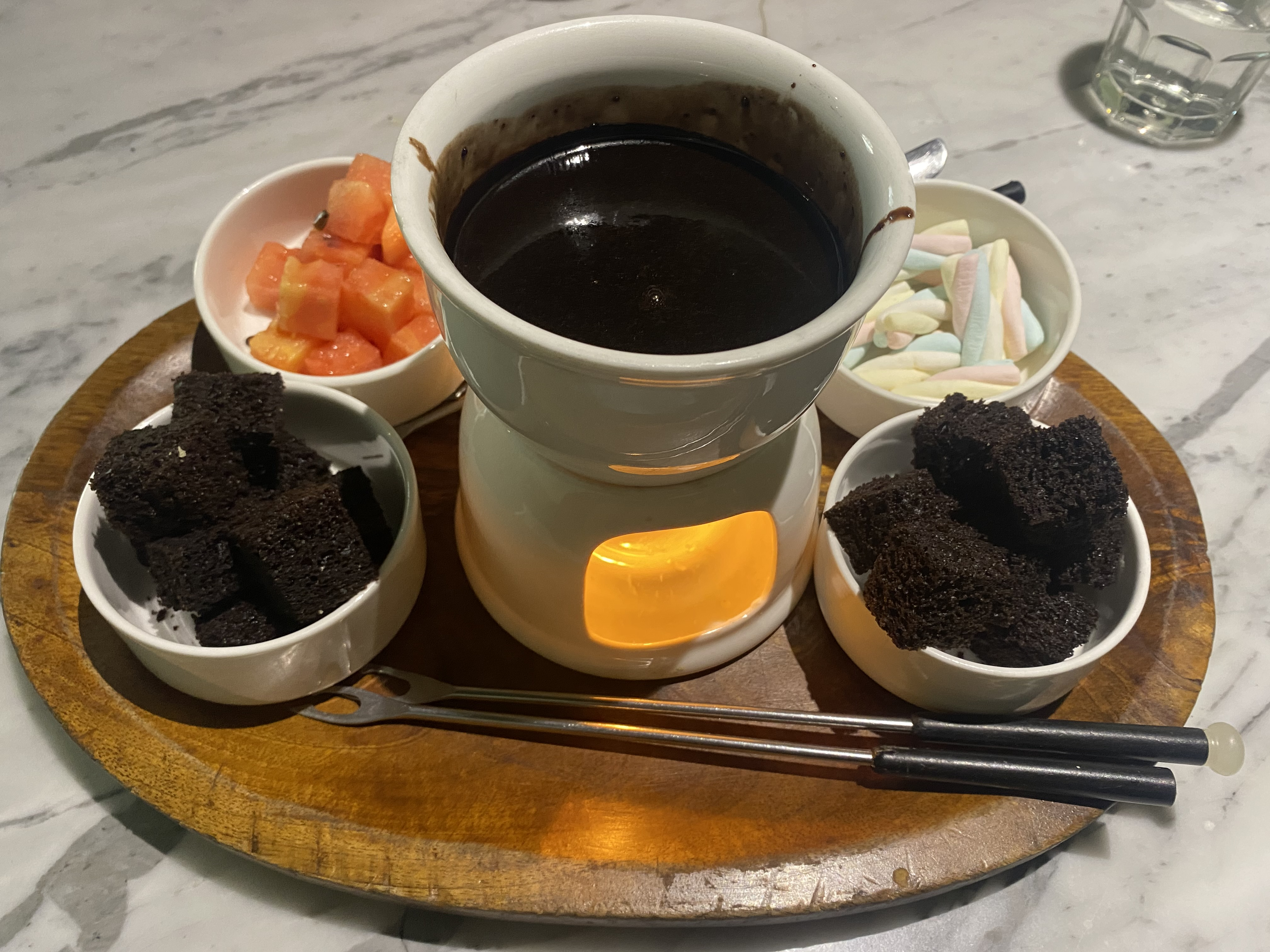
Fondue au chocolat

La fondue au chocolat est un dessert à base de chocolat, de fruits, de gâteau ou de guimauves. Le chocolat est mis à fondre dans un plat à fondue. Les fruits sont coupés en morceaux. Les convives dégustent les morceaux de fruits ou les guimauves après les avoir trempés dans le chocolat.